# David Benioff
David Benioff, ursprungligen Friedman, född 25 september 1970 i New York, är en amerikansk filmmanusförfattare, författare och TV-producent. Tillsammans med D.B. Weiss är han upphovsman till TV-serien Game of Thrones.
2015 utsågs Game of Thrones till bästa dramaserie vid Emmy-galan och Benioff och Weiss utsågs till bästa manusförfattare till en dramaserie.
Han är son till Stephen Friedman och hans mor hette Benioff som ogift. Sedan 2006 är han gift med skådespelaren Amanda Peet. 

## Filmografi
- 2002 – 25th Hour
- 2004 – Troja
- 2005 – Stay
- 2007 – Flyga drake
- 2009 – X-Men Origins: Wolverine
- 2009 – Brothers
- 2011–2016 – Game of Thrones (TV-serie)